# هیناکو سانو
هیناکو سانو (انگلیسی: Hinako Sano؛ زادهٔ ۱۳ اکتبر ۱۹۹۴) بازیگر، شخصیت‌های تلویزیونی در ژاپن، و مدل (شخص) اهل ژاپن است. وی از سال ۲۰۱۳ میلادی تاکنون مشغول فعالیت بوده‌است.
از فیلم‌ها یا برنامه‌های تلویزیونی که وی در آن نقش داشته‌است می‌توان به دفتر مرگ اشاره کرد.